# Rudnica (Karkonosze)
Rudnica (niem. Luderstein) – granitowa skałka w Sudetach Zachodnich, w paśmie Karkonoszy.

## Położenie
Rudnica położona jest w południowo-zachodniej Polsce, w Sudetach Zachodnich, w środkowej części Karkonoszy, na północnym zboczu Śląskiego Grzbietu, na grzbiecie odchodzącym na północ od Śląskich Kamieni (Hutniczy Grzbiet), pomiędzy dolinami Sopotu i Czerwienia, w obrębie większej grupy Bażynowych Skał. Leży na wysokości ok. 1160 n.p.m., na obszarze Karkonoskiego Parku Narodowego.
Utworzona jest z granitu karkonoskiego.

## Turystyka
Między Rudnicą a sąsiednią Maszkarą przechodzi szlak turystyczny:
- zielony szlak z Przełęczy Karkonoskiej przez Czarny Kocioł Jagniątkowski, Śnieżne Kotły, schronisko „Pod Łabskim Szczytem” na Halę Szrenicką.